# Peach Pit (banda)
Peach Pit é uma banda de pop indie de Vancouver, Canadá. A banda é liderada pelo vocalista e guitarrista Neil Smith, o guitarrista principal Christopher Vanderkooy, o baixista Peter Wilton e o baterista Mikey Pascuzzi. Eles descrevem sua própria música como "pop chiclete mastigado", enquanto os críticos descrevem seu som como pop triste e surf rock e é caracterizado por um estilo vocal suave e melodias de rock conduzidas por guitarra. Os videoclipes da banda são produzidos pelo cinegrafista Lester Lyons-Hookham. A banda usou as mesmas roupas para todas as apresentações ao vivo durante a fase do álbum "Being So Normal", depois de comprá-las para a primeira sessão de videoclipe.

## História
O grupo foi formado quando amigos do ensino médio, Neil Smith e Chris Vanderkooy, decidiram colaborar em um projeto musical em 2014. Peter Wilton e Mikey Pascuzzi se juntaram a eles no baixo e bateria. Em junho de 2016, a banda lançou seu primeiro EP, Sweet FA, produzido e gravado pelo ex-colega de quarto de Smith, Harley Small, no The Space Studios em Vancouver BC. Eles rapidamente começaram a trabalhar no lançamento seguinte e no LP de estreia, Being So Normal. O álbum foi novamente produzido e gravado por Harley Small no The Space Studios e foi lançado em setembro de 2017 pelo selo independente Kingfisher Bluez de Vancouver.
O vocalista e guitarrista Neil Smith fazia parte da banda folk Dogwood and Dahlia. Smith e o baixista Peter Wilton trabalharam anteriormente como entregadores da Amazon, o guitarrista Christopher Vanderkooy trabalhou em uma cervejaria local em Vancouver e o baterista Mikey Pascuzzi trabalhou como carpinteiro. A banda saiu de seus empregos para fazer sua primeira turnê na América do Norte, Europa e Ásia de 2017-2018. Eles estão em turnê desde o lançamento de seu primeiro álbum.
Peach Pit se apresentou no Bonnaroo, Shaky Knees Music Festival, CBC Music Festival e Capital Hill Block Party em 2019 e abriu o show para Two Door Cinema Club em uma turnê pelos EUA e Canadá em 2019. "You and Your Friends" é o segundo álbum deles, lançado em abril de 2020.

## Membros
- Neil Smith - vocal principal, guitarra base
- Christopher Vanderkooy - guitarra solo
- Peter Wilton - baixo, harmonias vocais ao vivo
- Mikey Pascuzzi - bateria

## Discografia

### Álbuns
| Título               | Detalhes do álbum                                                                                             |
| -------------------- | --- |
| Being So Normal      | - Lançado: 15 de setembro de 2017 - Gravadora: Auto-lançado - Formato: download digital, streaming, vinil, CD |
| You and Your Friends | - Lançado: 3 de abril de 2020 - Gravadora: Columbia Records - Formato: download digital, streaming, vinil, CD |

### EPs
- Sweet FA (2016)

### Álbuns ao vivo
- Peach Pit no Audiotree Live (2017)

### Singles
- Alrighty Aphrodite (12 de setembro de 2017) apareceu na parada de rock da Billboard Canada por 15 semanas, alcançando a 37ª posição[22]

- Did I Make You Cry on Christmas Day? (Well, You Deserved It!) (14 de dezembro de 2017)

- Feelin' Low (F*ckboy Blues) (1 de novembro de 2019)

- Shampoo Bottles  (24 de janeiro de 2020)

- Black Licorice (5 de março de 2020)